# Josef Topol
Josef Topol (1. dubna 1935, Poříčí nad Sázavou – 15. června 2015, Praha) byl český básník a dramatik.

## Životopis
Po maturitě v roce 1953 se stal lektorem v divadle D E. F. Buriana. Při této práci studoval divadelní vědu (DAMU). Studium ukončil roku 1959. Od roku 1959 působil jako spisovatel z povolání. Roku 1965 se stal režisérem a dramaturgem Divadla za branou, jehož byl spoluzakladatelem (Otomar Krejča, Karel Kraus, Jan Tříska a Marie Tomášová). V roce 1972 bylo toto divadlo zakázáno a Josef Topol jako dramatik rovněž.
Po roce 1972 měl několik zaměstnání a od roku 1977, kdy podepsal Chartu 77, pracoval  až do roku 1989 v dělnických profesích. V tomto období pracoval též jako překladatel (pod jménem jednoho ze svých přátel) v Činoherním studiu Ústí nad Labem.
Pohřeb se konal na Břevnově ve středu 24. 6. 2015. Smuteční mši v bazilice sv. Markéty celebroval Václav Malý. Mezi smutečními hosty nechyběl Vlastimil Harapes a Ondřej Pavelka. Pochován byl na Břevnovském hřbitově.
Jeho manželka Jiřina Topolová (1932–2016) byla dcerou spisovatele Karla Schulze (1899–1943). Starší syn Jáchym Topol (* 1962) se stal také spisovatelem a mladší syn Filip Topol (1965–2013) byl členem rockové skupiny Psí vojáci. Jeho životním partnerem byl tanečník Vlastimil Harapes, se kterým žil 44 let.

## Dílo

### Drama
- Půlnoční vítr, 1955, hra inspirovaná Kosmovou Kronikou Čechů (Válka s Lučany)
- Jejich den, 1957
- Konec masopustu, 1962
- Kočka na kolejích napsáno 1964, touto hrou zahajovalo Divadlo za branou. V této hře zpochybňuje nejen lásku, ale i upřímnost, vše je pomíjivé, pouze smrt je věčná.
- Slavík k večeři, napsáno 1965, premiéra 1967
- Hodina lásky, psáno 1966, premiéra 1968
- Dvě noci s dívkou aneb Jak okrást zloděje, psáno 1968 – 70, předpremiéra 1972
- Sbohem, Sokrate!, 1976
- Stěhování duší, 1985
- Hlasy ptáků, dokončeno 1988, premiéra 1989 v Divadle na Vinohradech

### Překlady
- Racek, 1960, překlad hry A. P. Čechova
- Romeo a Julie, 1963 překlad hry W. Shakespeara
- Tři sestry, 1968 překlad hry A. P. Čechova (s K. Krausem)
- Ivanov, 1965 překlad hry A. P. Čechova (s K. Krausem)
- Marná lásky snaha, 1969 překlad hry W. Shakespeara
- Ifigenie v Aulidě, 1981 překlad hry (Euripides) (s K. Hubkou)